# جورج إي. تايلور (مؤرخ)
جورج إي. تايلور (بالإنجليزية: George E. Taylor)‏ هو مؤرخ أمريكي، ولد في 13 ديسمبر 1905، وتوفي في 14 أبريل 2000.